# Marmaronetta
Marmaronetta is een geslacht van vogels uit de familie van de eendachtigen (Anatidae). Het geslacht telt één soort:
- Marmaronetta angustirostris – Marmereend